# Gátéri Fehér-tó

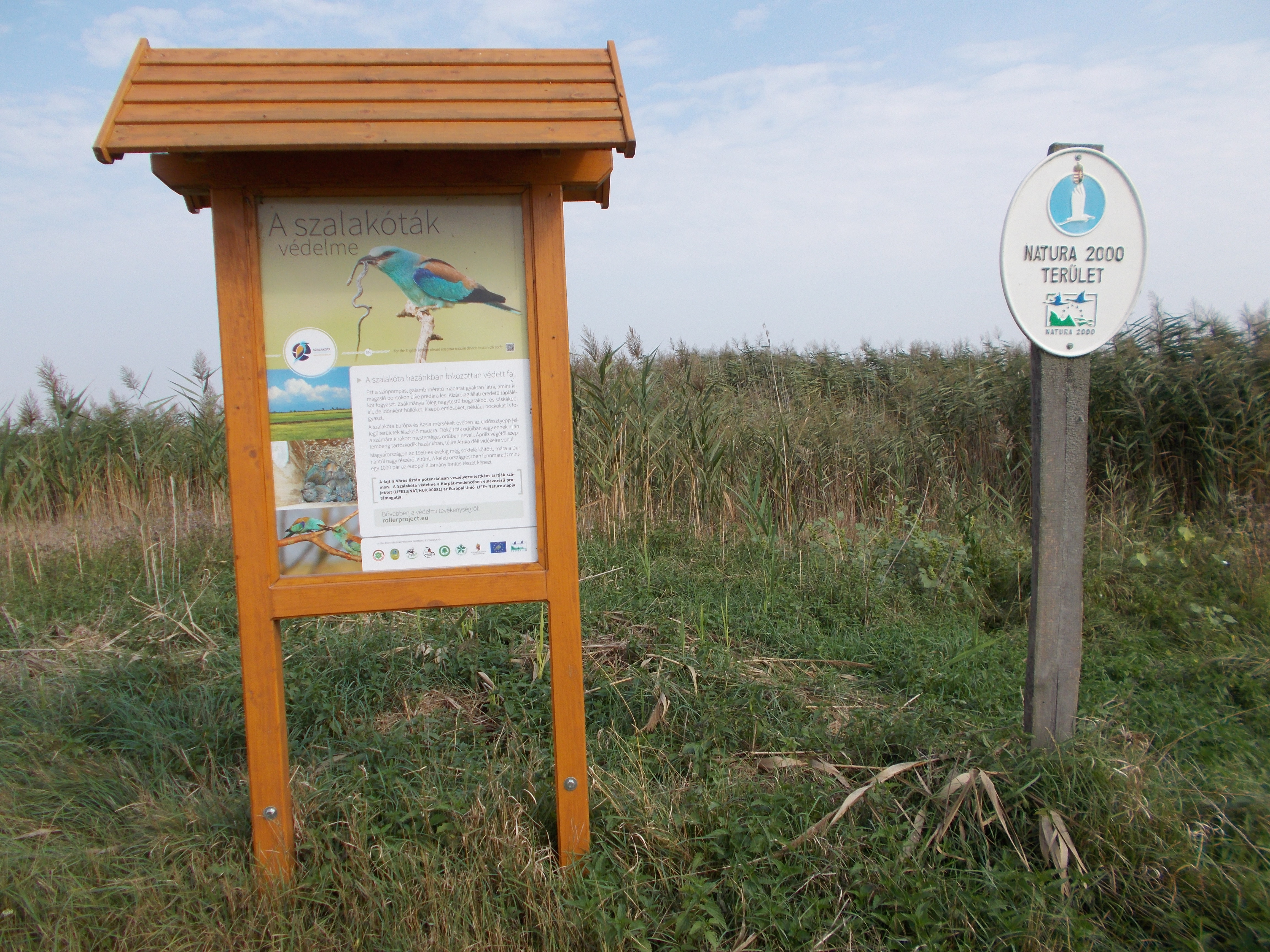
Gátéri Fehér-tó

A Gátéri Fehér-tó Bács-Kiskun vármegye és Csongrád-Csanád vármegye határán fekszik. Három település: Gátér és Pálmonostora Bács-Kiskunhoz, illetve Tömörkény Csongrádhoz átnyúlva osztozódik eme kistérségekbe. Víztest megnevezése (kutatási anyagon): Gátéri Fehér-tó belvíztározó.
Félegyházi-vízfolyás nevezhető meg táp-forrásának, ami tisztított-szennyvizet közvetít. A Csukás-éri-főcsatornával Gátéri-levezető-csatornán érintkezik, majd a Dong-éri-főcsatornával egyesülve jut végül a Tiszába, Baksnál dupla-zsilipen.

## Adatok, számok
Terület adatok:
1. 01. A víztest "2014."-vízhatár területe: 188 hektár
2. 02. Víztest-táblázat szerinti területe: 310 hektár
3. 03. Kiskunsági Nemzeti Park Igazgatóság által megállapított területe: 698 hektár
4. 04. Uniós, Natura2000 területe (SPA): 815 hektár
5. 05. Vízügyi fenntartási-terv területe: 1530 hektár

Adatok:
- 01. Gátér és Pálmonostora által metszett, ami Bács-Kiskun megye határ is, hosszúsága: 1,5 kilométer.
- 02. Félegyházi-vízfolyás Kiskunfélegyházától hosszúsága: 15 kilométer.

A maradék ezt megelőző hosszúsága: 35. kilométer, tehát, totál-hosszúsága: 50 kilométer.
Csalánosi-csatornaként veszi kezdetét.
- 03. Innen Gátéri-csatorna (régi) szakasz a Gátéri Fehér-tón keresztül vonul, totál-hosszúsága: 27,9 kilométer, (2.-beágazásán a Csukás-éri-főcsatornába).
- Gátéri-csatorna (régi) által metszett áthaladó, hosszúsága: 1,4 kilométer.
- 04. Gátéri Fehér-tó Csukás-éri-főcsatorna közti Gátéri-levezető-csatorna, hosszúsága: 300 méter.

Egyéb adatok:
- Átmérő: 5,68 kilométer.
- Átlagos-vízmélysége: 0,7 méter.
- Tározható-vízmennyiség: 1,5 millió köbméter.
- Kiskunfélegyháza kibocsátott tisztított szennyvize: 1.354.000 m³/év.
- Gátéri-Fehér-tó Elkerülő-csatorna építése: 2001.
- Tengerszint-feletti magasság: 83 méter.

## Hivatalos Kódok
- EU_CD-kód: HU_LK0136
- NATURA2000-kód: HUKN30002 Védett: 2004. Közösségi jelentőségű védett természeti terület.
- Helyi ex lege védett-lápterület (kis-része)
- IBA-kód: HU25 (Madártani regionális, Csongrád és Bács-Kiskun megye)
- Madártani terület-kód: HUHN1004 (Közép-Tisza) "hosszanti"
- Vízgyűjtő-kód: HU99 "A Tisza Homok-hátsági vízgyűjtője."
- Vadászterületi-nyilvántartás-kód: I./6. & ~600100.-620000.-/Intervallum. (Vízivad-kategória)
- Kiemelt jelentőségű élőhely típus-kód: 1530 "Pannon szikes sztyepek és mocsarak."

## Hatóságok alá eső részek
- Természetvédelmi hatósága: Alsó-Tisza-vidéki Környezetvédelmi és Természetvédelmi Felügyelőség
- Működési-hatósága: Kiskunsági Nemzeti Park Igazgatóság
- Befogadó csatornát üzemeltető: (ATIKÖVIZIG) Csongrádi Szakaszmérnökség
- Keresztül-haladó csatornát üzemeltető: Tisza-Kunsági VGT. Gátéri-csatorna és Félegyházi-csatorna
- (ATIVIZIG) alá tartozik vízügyi kérdésekben

## Élővilága
A tóban megtalálható a réti csík, míg partján lel otthonra több vízimadár is, mint például a gulipán, a gólyatöcs, a kékes rétihéja, a bölömbika, a széki lile, többféle cankófaj, gémfélék, vándor-madarakon kívül is kedvelt élőhelye a madárvilágnak.

## Természeti adottságok
Az extenzív marha-, juhlegeltetés talajlazító mellékhatása lévén számottevő. Kb. 100 darab kiskunfélegyházai szarvasmarha-legeltetésére bérelt terület.

## Víztározó tényezők
Belvíz:
A Szik "melioráció-filozófiája" határozza meg mikroklímáját. Dong-ér-Kecskeméti-belvízrendszer Nevében a "fehér"-tag a kicsapódó szik-sóra utal. Ez sehol máshol nem található peremét övező foltokban jelentkezik és az év végére teljesen beáll, létkérdés. Szélsőséges diverzitás, asztatikus vízborítás, lefolyástalan refúgium. A szik láncolat Eurázsiai nyúlványának fókusz-pontja, terebélyes-színtere, nyugati-határa. Keletkezése az belvíz, havária sújtotta fekvésre vissza-vezethető. Itt éppen a víz-visszaduzzasztás zárt gáttal hatásosabb lenne. Csukás-éri-főcsatorna
Tisztított-szennyvíz:
Ez jelenti megoldatlan problémáját nem fölös beavatkozási igény. Elméletileg a Félegyházi-vízfolyás átkötése vagy a Csukás-éri-főcsatorna bevonása révén. Unió általi ciklusban követelt, össze-egyeztethetetlen kritérium.
Madár-védelmi szempontokat víz-minőséggel kell alapul venni, összeegyeztetni.